# Bidaurreta
Bidaurreta è un comune spagnolo di 99 abitanti situato nella comunità autonoma della Navarra.